# Timea irregularis
Timea irregularis är en svampdjursart som beskrevs av Sarà och Siribelli 1960. Timea irregularis ingår i släktet Timea och familjen Timeidae. Inga underarter finns listade i Catalogue of Life.